# いなッピー
いなッピーは、愛知県稲沢市の市制50周年記念事業により誕生したマスコットキャラクター。2010年度のゆるキャラグランプリでは、全国10位に選出された。なお、本項では稲沢市の他のマスコットキャラクター、サトピー、ねんりんについても記す。

## 概要
稲沢市が平成20年（2008年）に市制50周年を迎えるにあたり、記念事業の啓発・宣伝や、半世紀を迎えた市をより多くの人々にPRするために、公募により平成19年に誕生した。作者は山本あや香さん。モチーフは、頭は稲沢市特産の植木とアシタバ、体全体はイチョウ、はちまきとフンドシは国府宮はだか祭をイメージ。
平成24年（2012年）11月1日には、特別住民票が交付されている。現在は市内のみにとどまらず、主に滋賀ふるさと観光大使を務めるアーティスト西川貴教（T.M.Revolution ）のキャラクターであるタボくんとペアで各地のイベントに登場している。
頭は稲沢市特産の植木とアシタバ、体全体はイチョウ、はちまきとフンドシは国府宮はだか祭をイメージしたデザインとなっており、市の中心駅である国府宮駅と森上駅の駅員室にはぬいぐるみが設置されている。また、稲沢駅西口と国府宮駅地下改札口には実物大のモニュメントが展示されている。

## プロフィール

### いなッピー
- 出身地　愛知県稲沢市（稲沢市の緑から生まれたヨ）
- 誕生日　平成19年11月１日
- 身長　173.0（イナザワ）cm
- 性別　男の子
- 特徴　稲沢の緑の精（頭は稲沢市特産の植木とアシタバ、体全体はイチョウ、はちまきとフンドシは国府宮はだか祭をイメージ）
- 性格　困っている人はほっとけナイ！子どもからお年寄りまでみんなのことが大好きだけど、ダダをこねるのがたまにキズ。稲沢をハッピーにするため、稲沢からハッピーを届けるためにいつも頑張ってるヨ☆
- 趣味　ガーデニング・夢をかなえるためのお手伝（みんなの夢先案内人）
- 好物　ホクホクの銀杏

### サトピー
稲沢市大里西地区のマスコットキャラ。市の花キクを髪飾りに、市の木クロマツを袖にあしらった三歳の女の子。2011年8月に大里西地区の住民組織「まちづくり推進協議会」がデザインと名前を公募し、住民投票で決定した。「いなッピー」の妹と位置付けられ、主に市内イベントでいなッピーの同行を行っている。

### ねんりん
稲沢市老人クラブ連合会（愛称・稲沢ねんりんクラブ）のマスコットキャラクター。2014年の連合会創立40周年記念として誕生。ちゃんちゃんこの下に、木の年輪が描かれたＴシャツを着ている。サトピー同様、市内イベントに同行している。

## グッズ
稲沢市観光協会にて取扱を行っており、市内のスーパー（アピタ・ヨシヅヤ）、市役所等で発売を行っている。また、無料通話アプリのLINEではクリエイターズスタンプを発売している。